# 今村義朗
今村義朗（日语：いまむら よしろう，转写：Yoshiro Imamura，1977年3月5日—），生于爱知县的日本足球裁判。中国媒体有时将他的名字误写为“今村义郎”。
今村義朗毕业于甲賀健康医療専門学校和爱知县立木曽川高等学校。毕业后，今村在2004年12月成为1级裁判员，2005年起在J联赛担任助理裁判，2007年成为主裁判，吹罚J2联赛的比赛。同年他受中国足协的邀请，执法了2009年中超联赛大连实德与北京国安、北京国安与杭州绿城的比赛。由于今村义朗此时只是执法日本次级联赛的主裁判，中国足协邀请他来执法中超的做法遭到了媒体的质疑。2010年，今村被提拔到J1联赛。2012年中超联赛第10轮上海申花与上海申鑫的上海德比，今村受邀担任主裁判。2013年中超联赛第8轮武汉卓尔与上海申花的比赛，中国足协再度邀请今村来华担任主裁判。
今村義朗在専門学校就读时曾参加天皇杯。毕业后，他还多次代表滋贺县参加国民体育大会足球比赛，司职后卫。